# Iacobeni (Sibiu)
Iacobeni is een Roemeense gemeente in het district Sibiu.

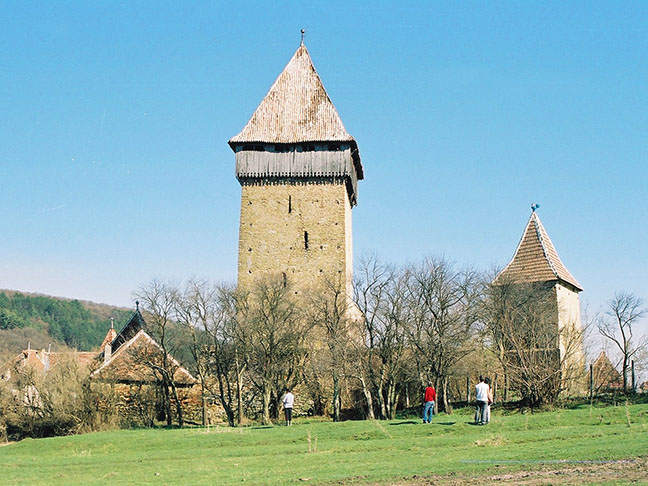
Iacobeni

Iacobeni telt 2616 inwoners.